# Беганська Ядвіга Йосифівна
Беганська Ядвіга Йосифівна (біл. Ядвіга Іосіфаўна Бяганская, псевдонім Ядвіга Рута, біл. Ядвіга Рута; *13 (29) лютого 1908, Верхньовудинськ, тепер Улан-Уде — †3 квітня 1992, Мінськ) — білоруська прозаїк, перекладачка.

## Біографія
Народилася в сім'ї білоруських переселенців у Сибір, які повернулися в Білорусь у 1922 році. З 1924 року мешкала у Мінську. У 1924 році вступила на літературно-лінгвістичний відділення педагогічного факультету БДУ, яке закінчила у 1930 році. Викладала у Мінську, Річиці. У 1937 році був заарештований її чоловік поет Олександр Сак та батько Йосип Вікентієвич Беганський (їх обох розстріляли). 6 листопада 1937 року була арештована і сама Беганська і 4 січня 1938 року засуджена до 10 років таборів; відправлена на Колиму. Звільнена 6 листопада 1947 року. На початку 1948 року взяла шлюб з художником М. Леберфарбом, жила на Чукотці. У 1948 році їй дозволили повернутися в Білорусь. До 1955 року мешкала в Речиці. Була реабілітована в 1954 році. Після реабілітації свого першого чоловіка в 1955 році переїхала з сім'єю у Мінськ.
В 1956–1963 роках працювала редактором на Білоруському радіо. З 1963 року перебувала на пенсії.

## Творчість
Почала публікувати вірші з 1926 року. З 1953 року почала виступати як прозаїк. Перекладала з польської та словацької мов. Член Спілки письменників СРСР з 1957 року. Авторка книг для дітей «Далеко на Півночі» (1954), «Євгенин голубок» (1958), «Зустріч з морем» (1962), «Зосина зірочка» (1965), «Над рікою Шушею» (1977), «Неочікувана зустріч» (1978).